# Лингуиццетта
Лингуиццетта (фр. Linguizzetta, корс. Linguizzetta) — коммуна во Франции, находится в регионе Корсика. Департамент коммуны — Верхняя Корсика. Входит в состав кантона Моита-Верде. Округ коммуны — Корте.
Код INSEE коммуны — 2B143.

## Население
Население коммуны на 2008 год составляло 1025 человек.
| 1962 | 1968 | 1975 | 1982 | 1990 | 1999 | 2008 |
| ---- | ---- | ---- | ---- | ---- | ---- | ---- |
| 187  | 758  | 1053 | 751  | 755  | 947  | 1025 |

## Экономика
В 2007 году среди 658 человек в трудоспособном возрасте (15—64 лет) 404 были экономически активными, 254 — неактивными (показатель активности — 61,4 %, в 1999 году было 51,4 %). Из 404 активных работали 361 человек (243 мужчины и 118 женщин), безработных было 43 (20 мужчин и 23 женщины). Среди 254 неактивных 48 человек были учениками или студентами, 70 — пенсионерами, 136 были неактивными по другим причинам.